# Motoserce
Motoserce - ogólnopolska akcja krwiodawstwa organizowana od 2009 r. przez kluby motocyklowe zrzeszone w Kongresie Polskich Klubów Motocyklowych.
"Motoserce" nie jest organizacją, ani stowarzyszeniem, jest Ideą wynikającą z potrzeby serca i z chęci działania. Organizatorami są wyłącznie kluby zrzeszone przy KPKM, ewentualnie osoby, czy też kluby, które uzyskały zgodę Kongresu. Znak Motoserca jest zastrzeżony na potrzeby Kongresu Polskich Klubów Motocyklowych.
Do I akcji Motoserca w 2009 r. włączyło się ponad 60 klubów, w 50 miastach w całej Polsce. Głównymi atrakcjami Motoserca były pokazy motocyklowe, występy zespołów dziecięcych i młodzieżowych, pokazy ratownictwa medycznego, konkursy z nagrodami, koncerty. W akcję włączyli się m.in. Mariusz Pudzianowski, Ewelina Flinta, Jan Skrzek, zespoły: Perfect, Piersi, Oddział Zamknięty, Afromental, KSU. Zebrano łącznie 1331,05 litra krwi.
Co roku, odbywa się finał akcji w 84 miastach w całej Polsce. Ma charakter jednodniowego pikniku, podczas którego odbywają się koncerty na dużej scenie, pokazy ratownictwa drogowego i bezpiecznej jazdy, wystawy motocykli, a także parada motocyklowa oraz liczne konkursy dla najmłodszych i tych trochę starszych. Głównymi partnerami są Polski Czerwony Krzyż i Regionalne Centra Krwiodawstwa i Krwiolecznictwa. Duża liczba atrakcji przyciąga całe rodziny, a także miłośników motoryzacji i muzyki. W 2011 r. do akcji przyłączyła się Fundacja Jednym Śladem.
W czasie piętnastu edycji Motoserca od 2009 do 2023 r. zebrano ponad 38 367 litrów krwi.

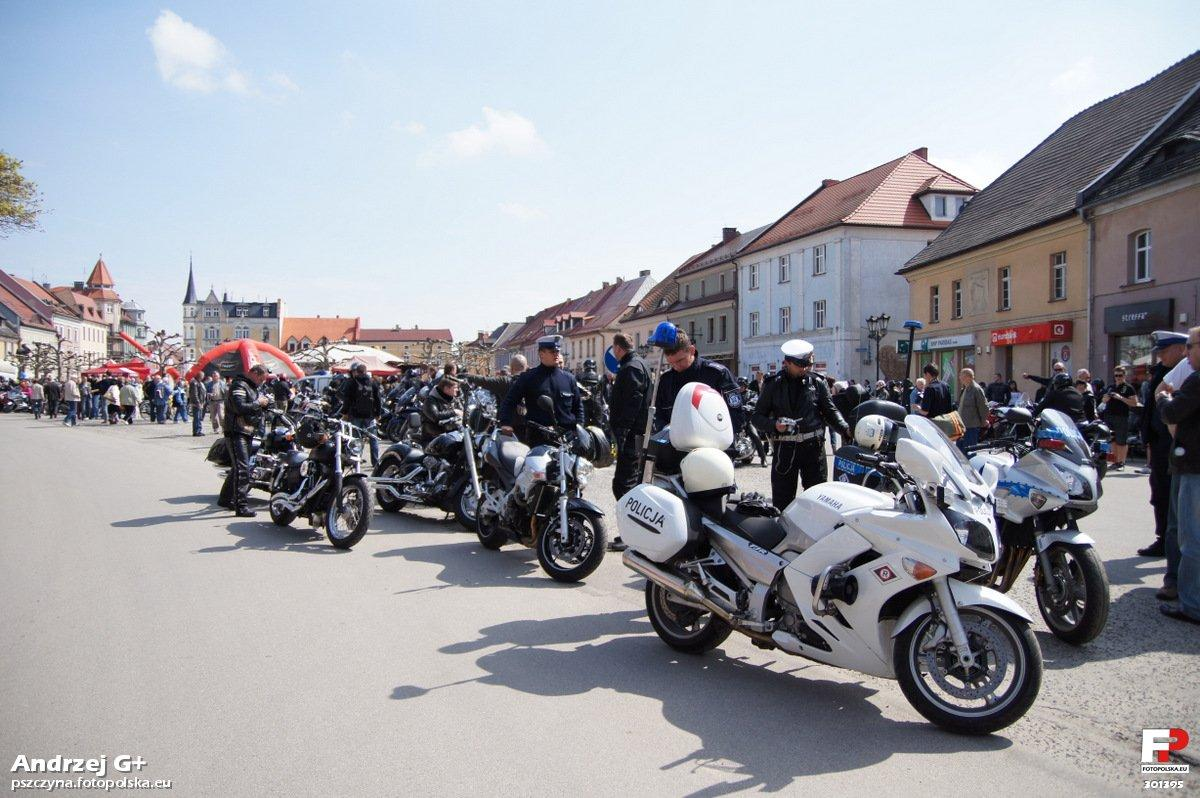
Akcja Motoserce 2012 w Pszczynie
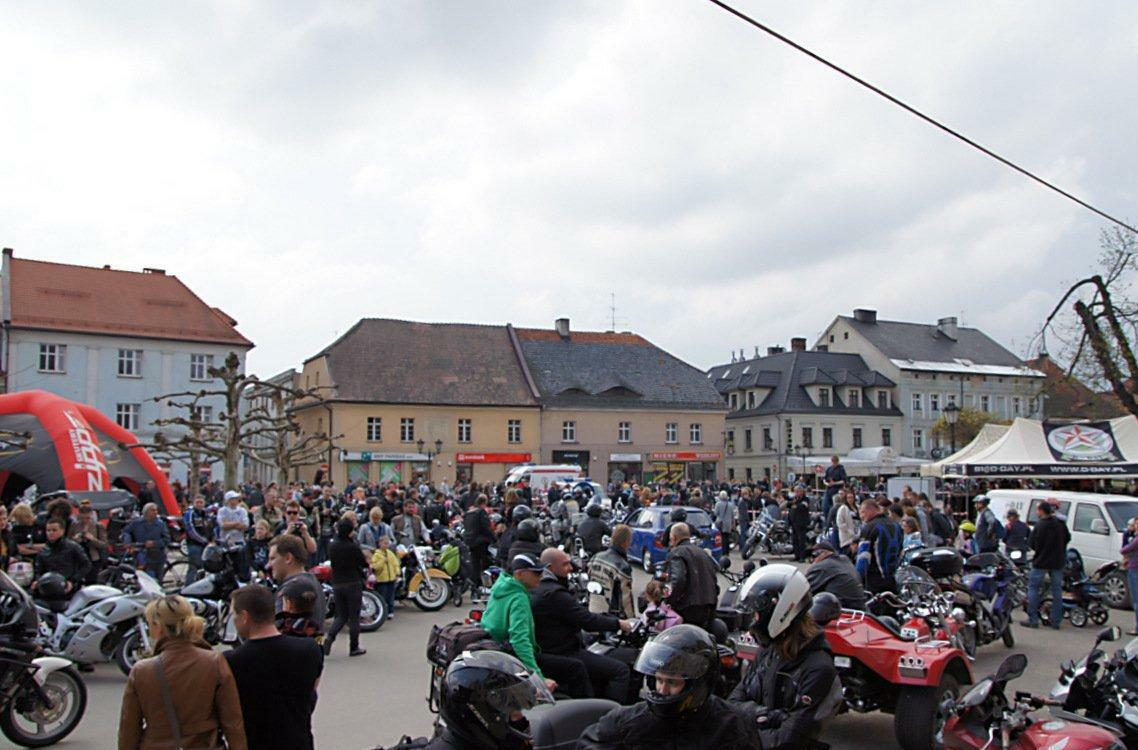
Akcja Motoserce 2012 w Pszczynie
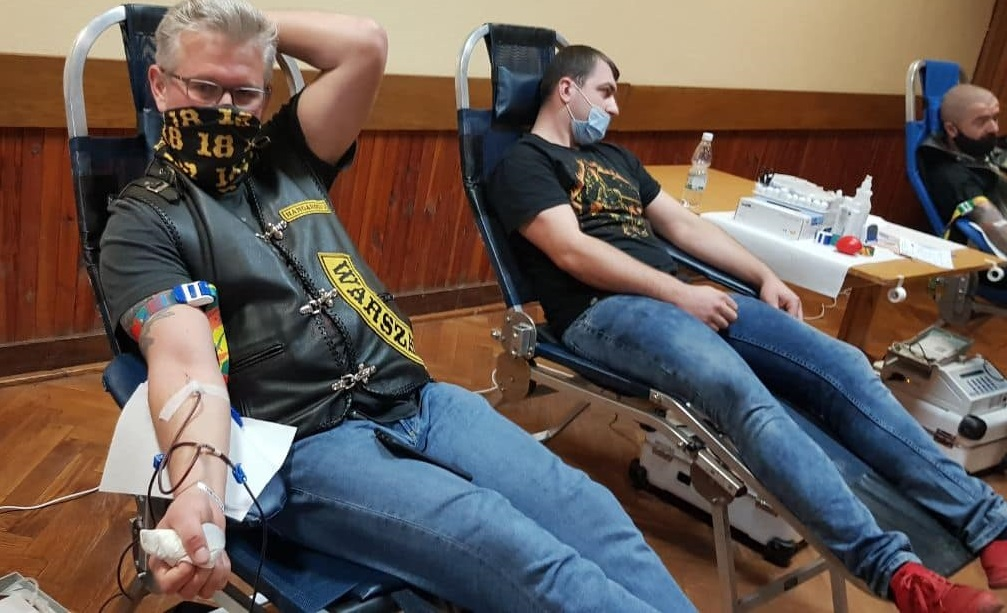
Motoserce zorganizowane przez Klub Cobrra MC Poland Grójec przy współpracy z Ochotniczą Strażą Pożarną w Belsku Dużym w 2019 r
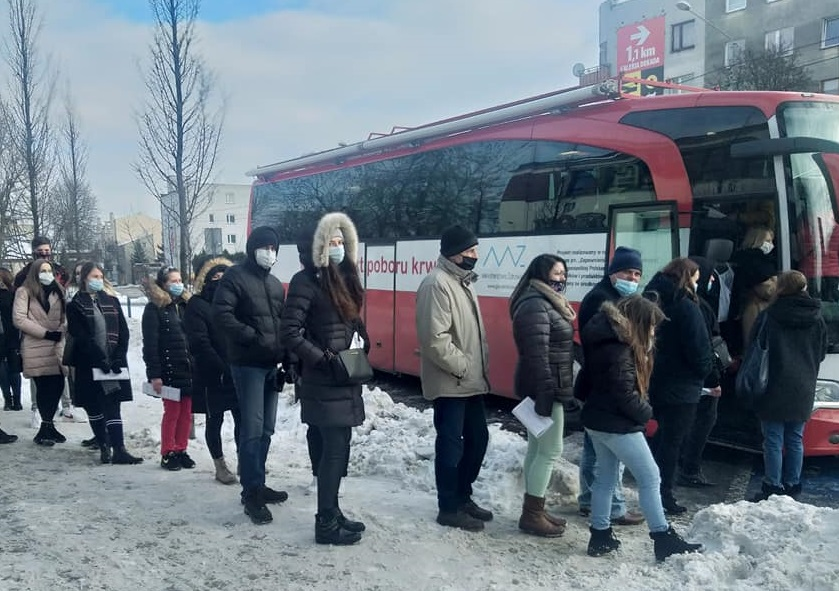
Motoserce zorganizowane przez Klub Cobrra MC Poland Grójec 14 lutego 2020
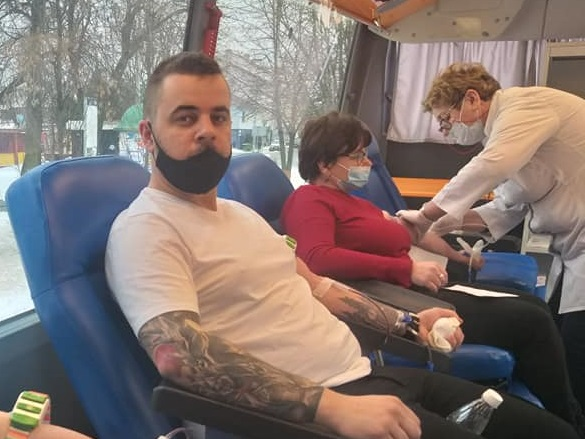
Motoserce w Grójcu 14 lutego 2020
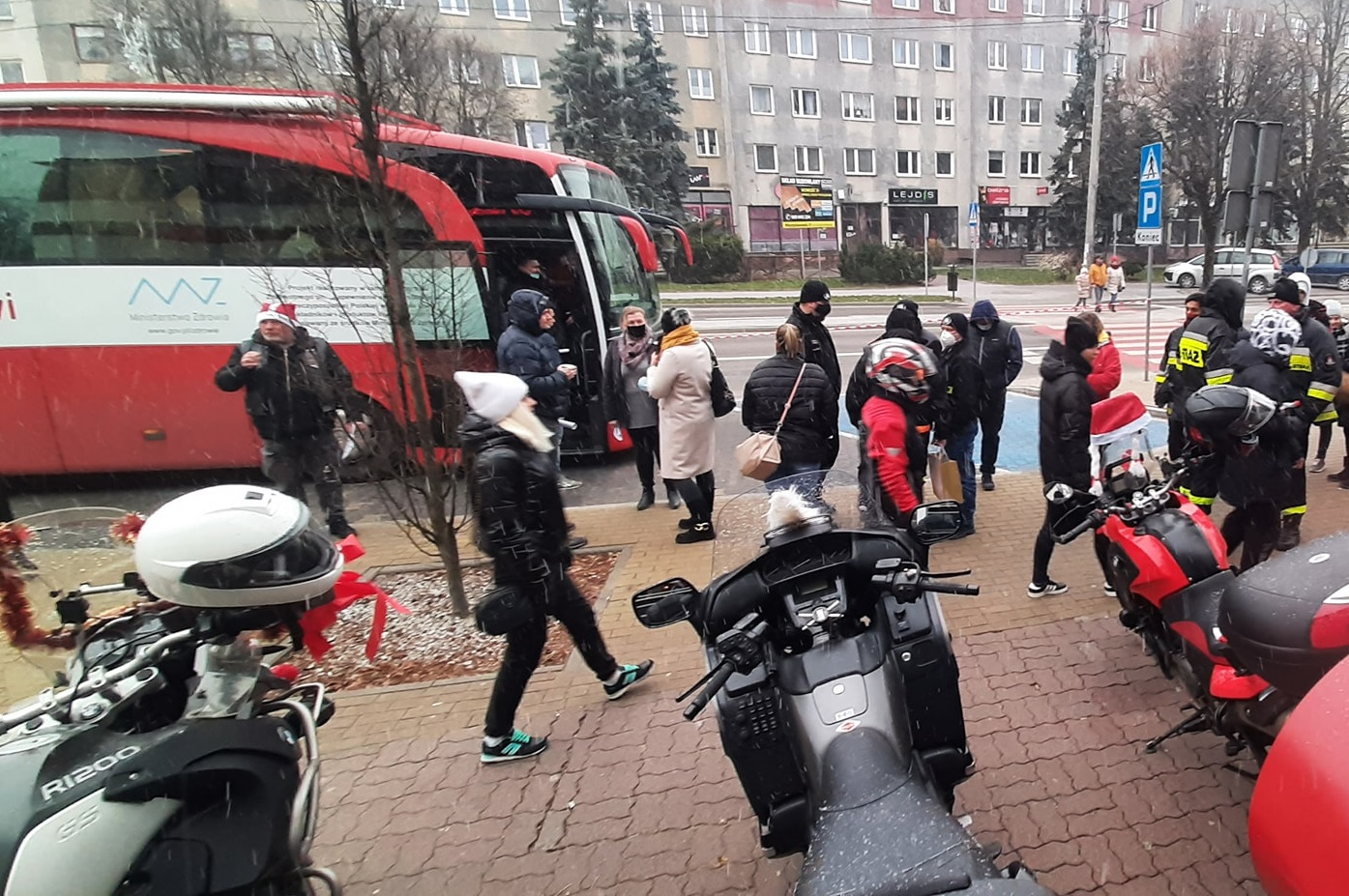
Motoserce w Grójcu 5 grudnia 2021 r.
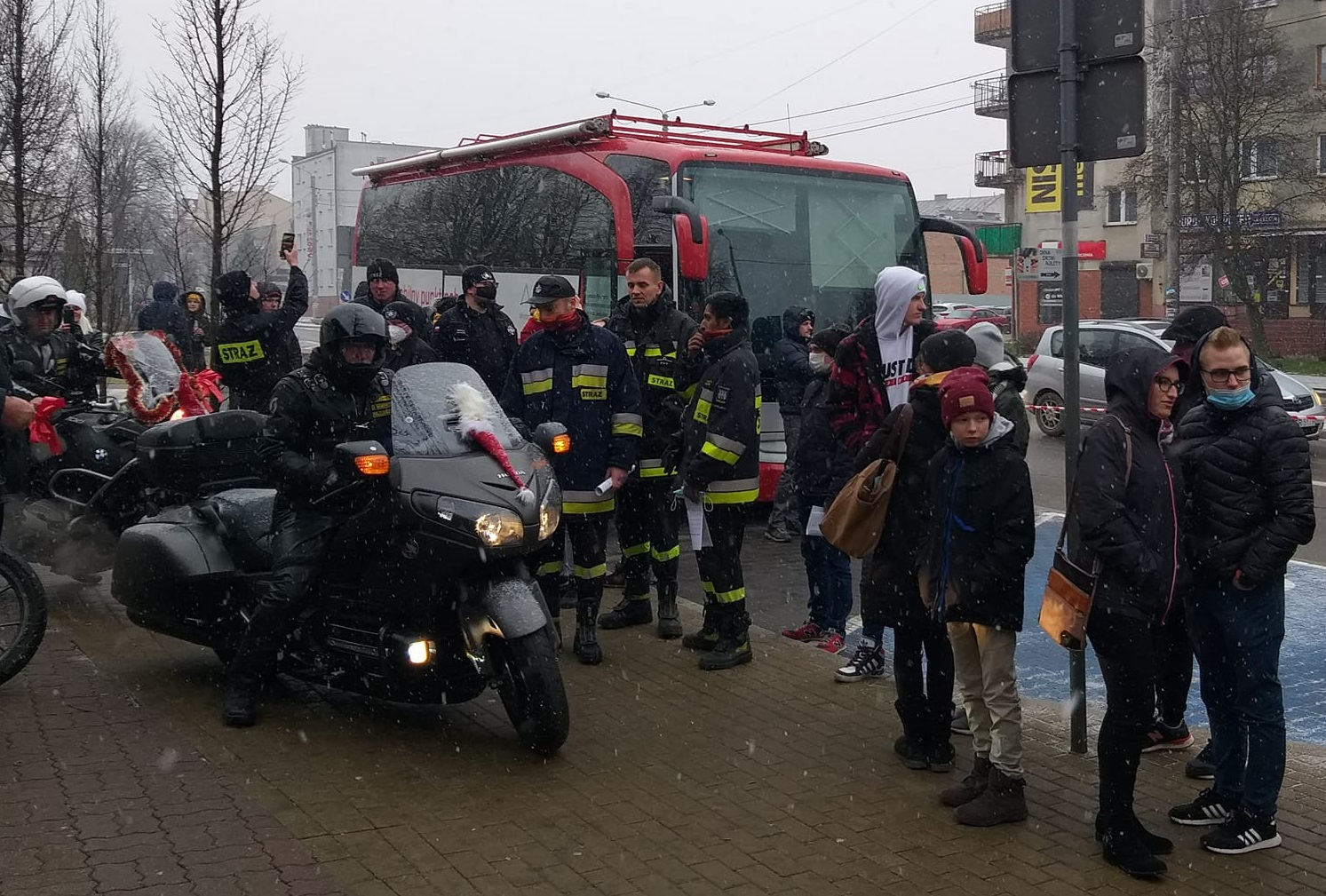
Motoserce w Grójcu 5 grudnia 2021 r.
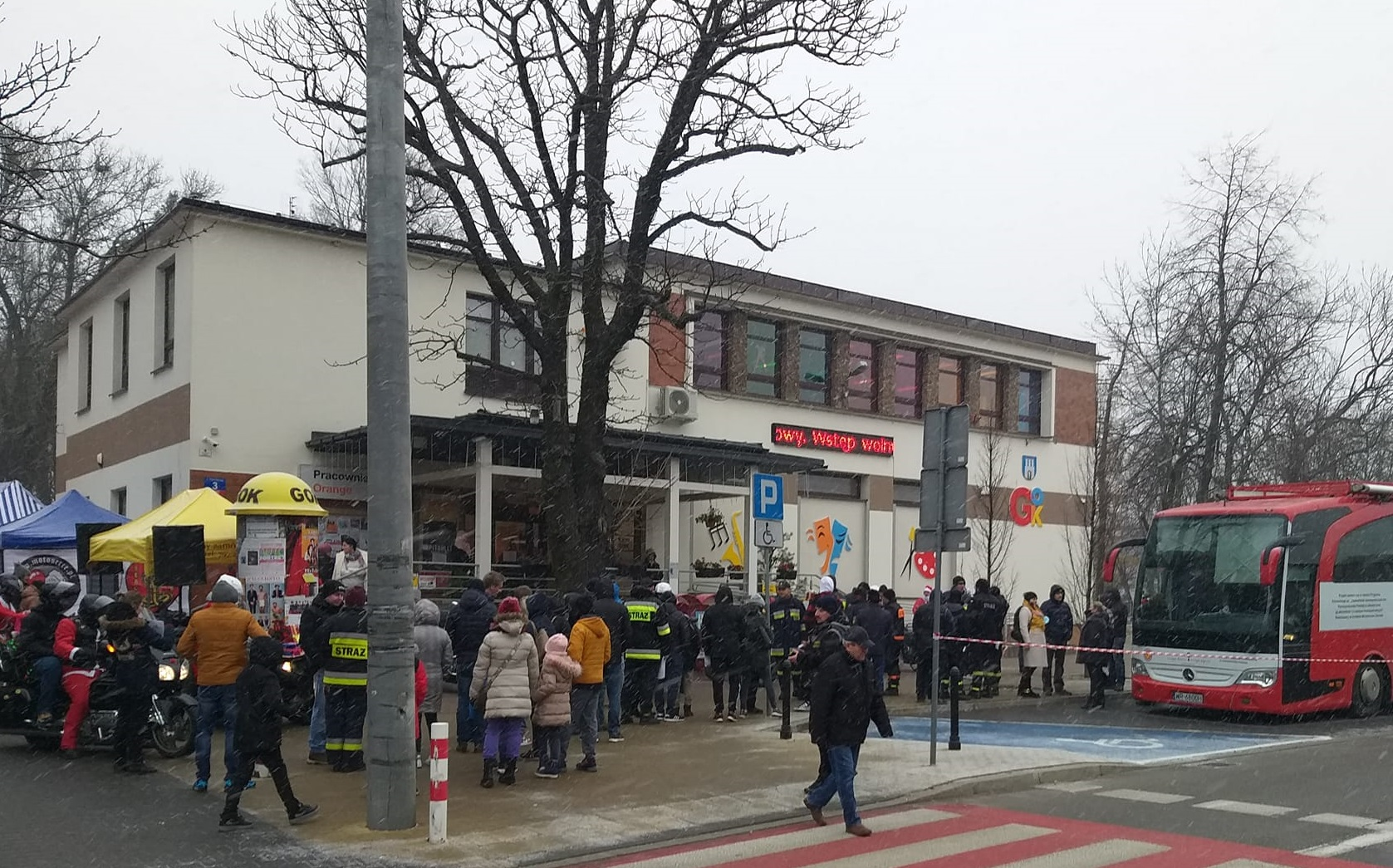
Motoserce w Grójcu 5 grudnia 2021 r.
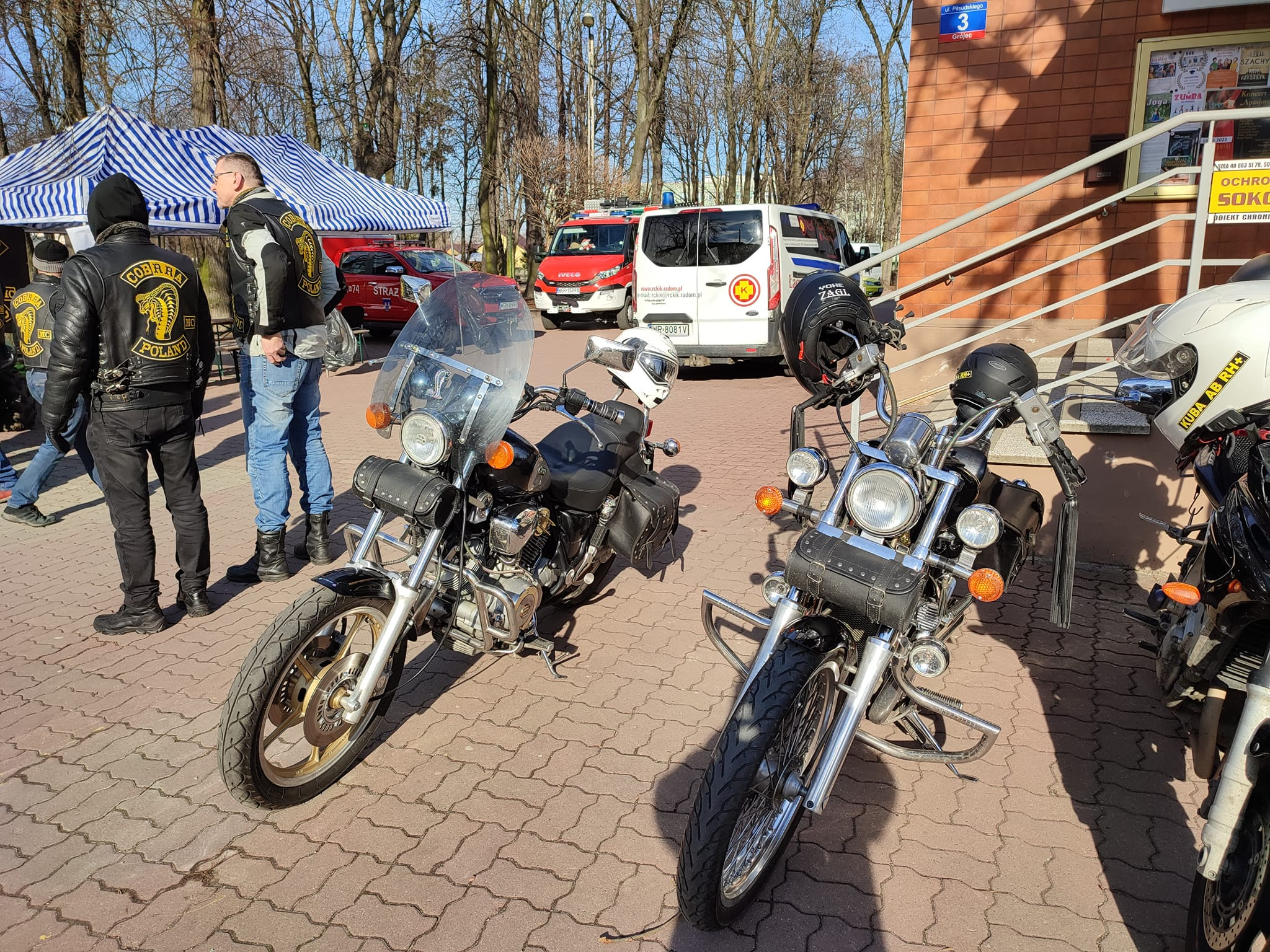
Motoserce zorganizowane przez Klub Cobrra MC Poland Grójec 13 lutego 2022 r.
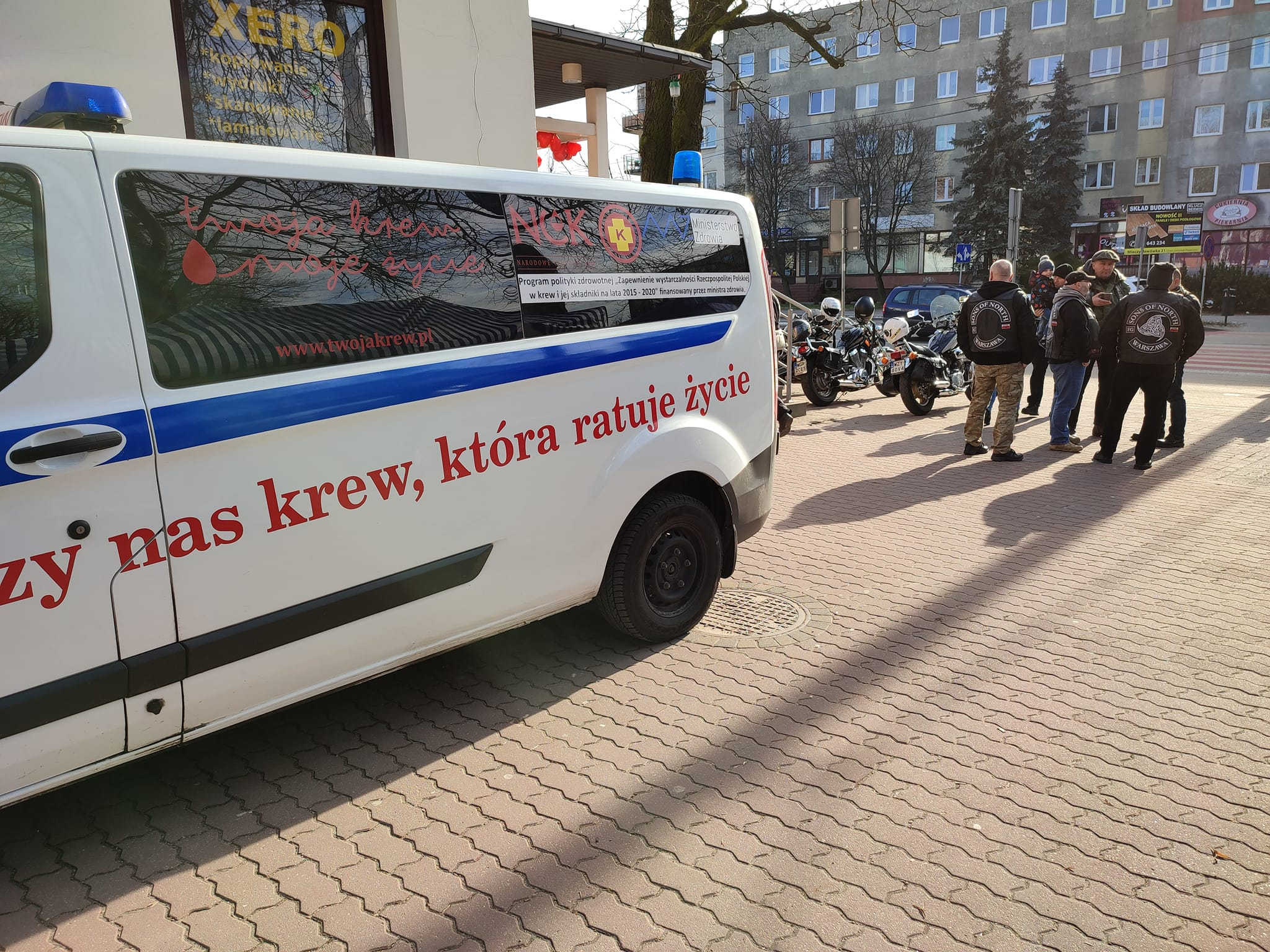
Motoserce w Grójcu 13 lutego 2022 r.
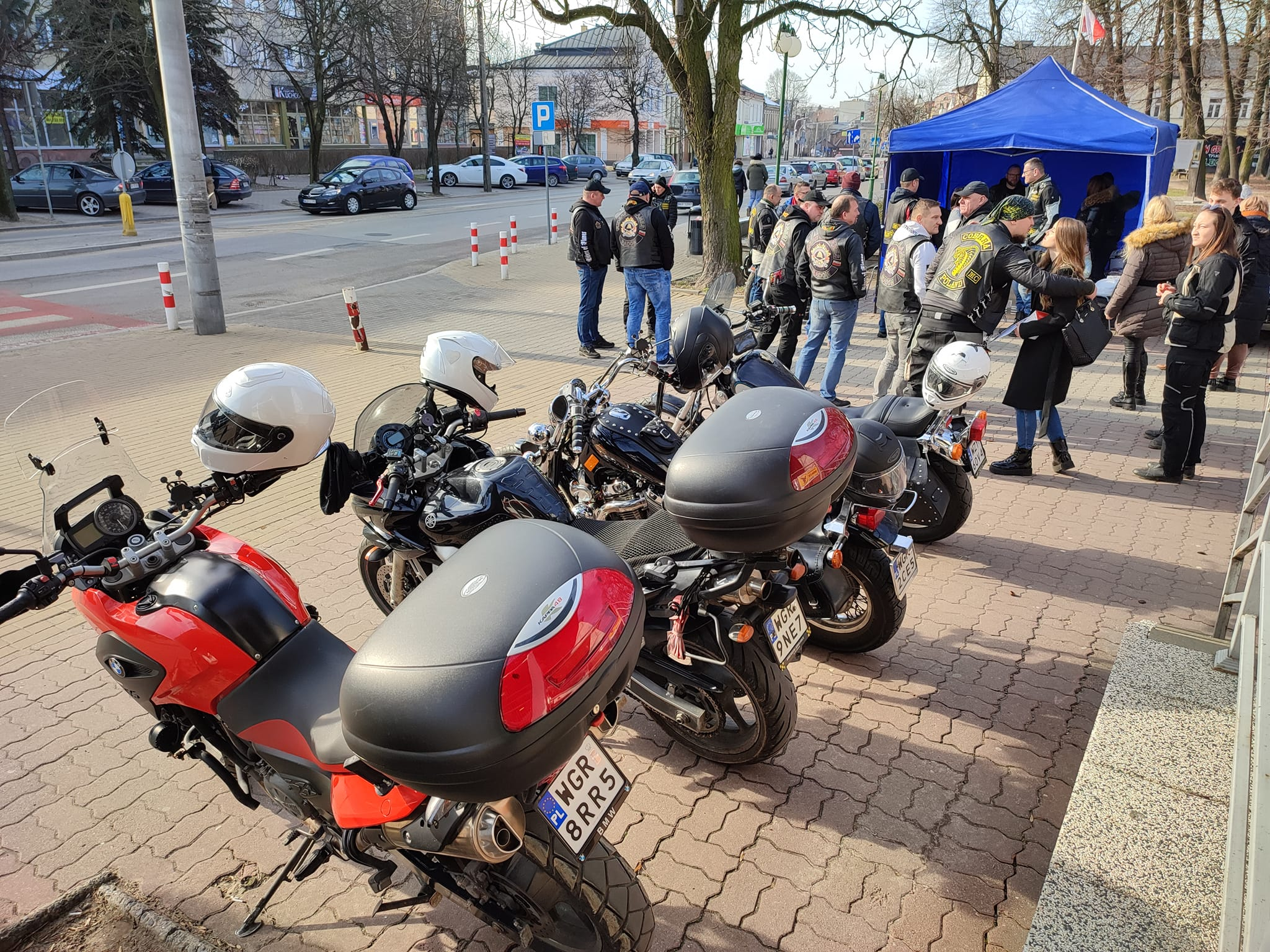
Motoserce w Grójcu 13 lutego 2022 r.
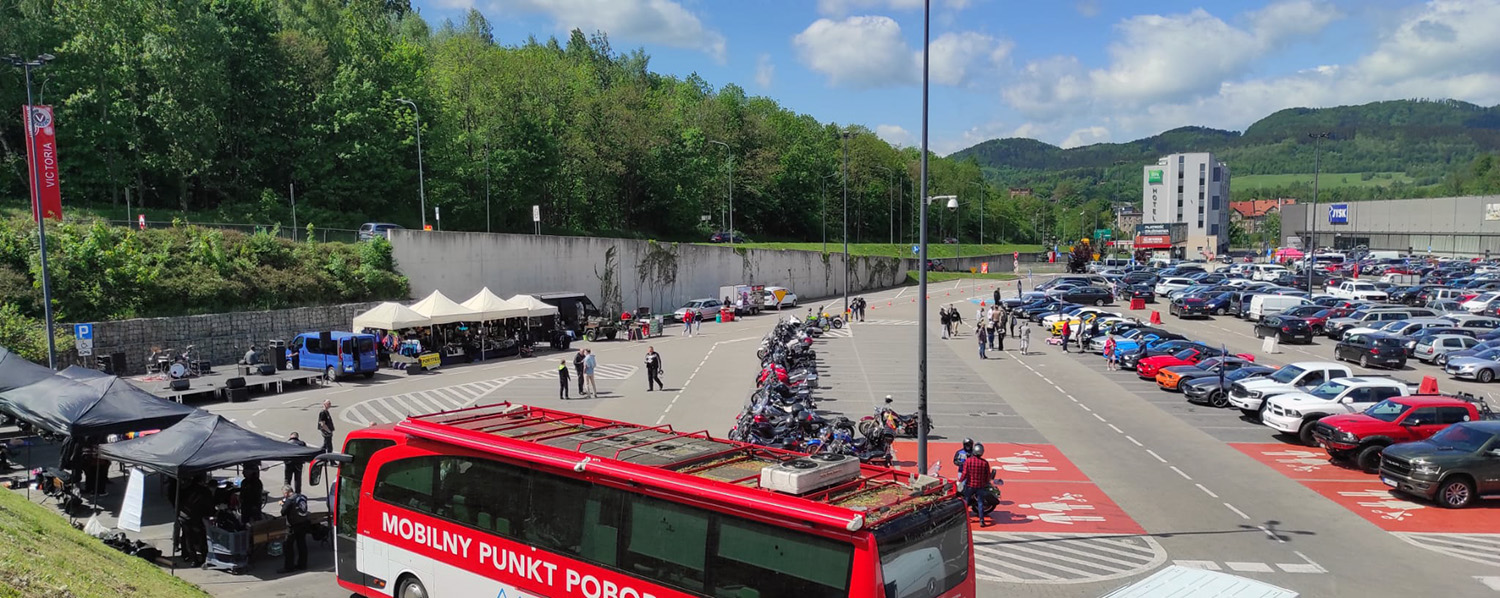
Akcja Motoserce w Wałbrzychu zorganizowana 21.05.2022 r. przez klub motocyklowy Bractwo Motocyklowe
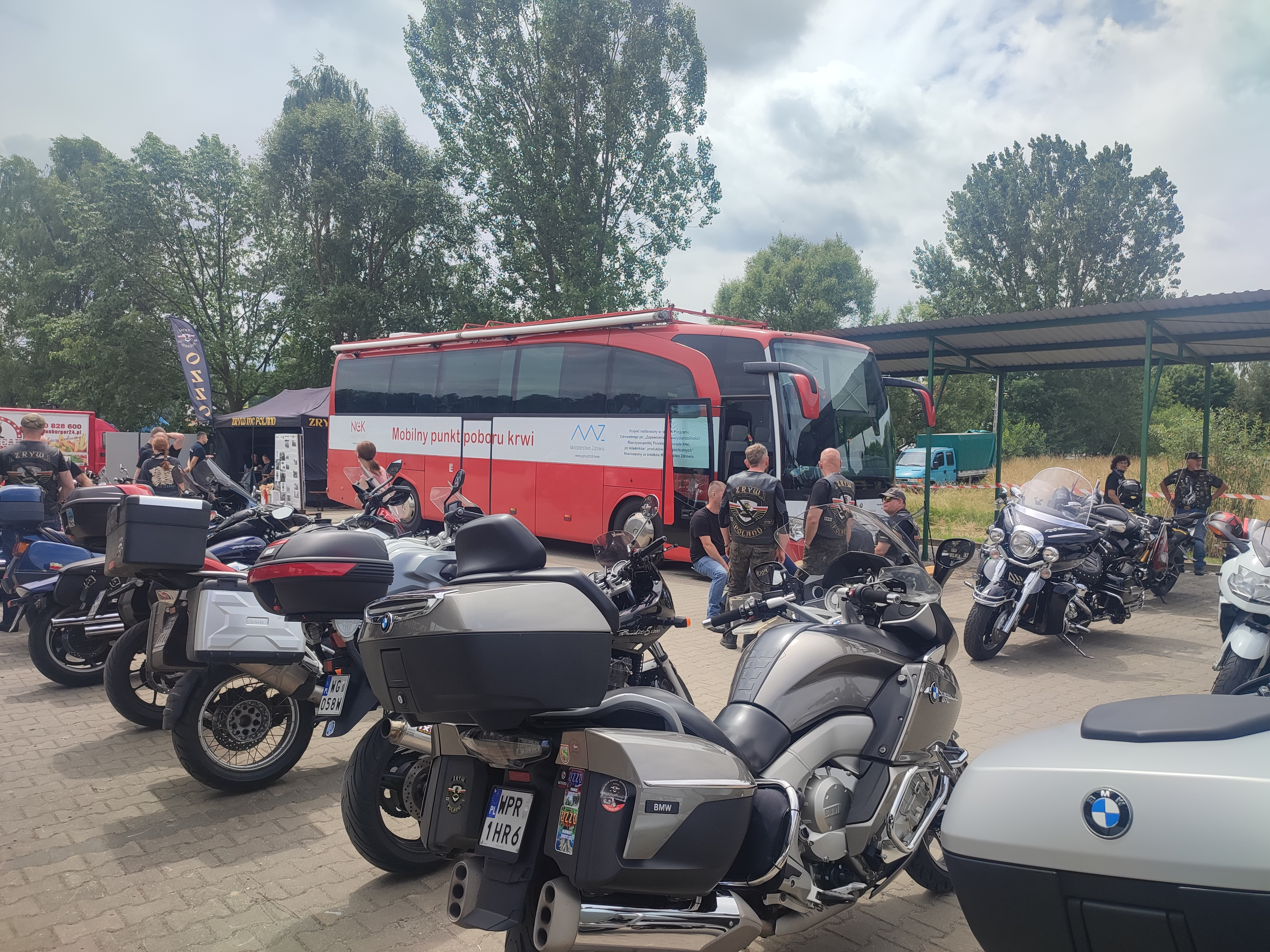
Motoserce w Błędowie 2 lipca 2023 r. zorganizowane przez Stowarzyszenie MotoVerwa i Klub Zryw MC Poland